# Dufourea descansana
Dufourea descansana är en biart som beskrevs av Cockerell 1941. Dufourea descansana ingår i släktet solbin, och familjen vägbin. Inga underarter finns listade i Catalogue of Life.